# 파레토 최적
파레토 효율(-效率, Pareto efficiency) 또는 파레토 최적(-最適, Pareto optimality)이란 게임이론과 엔지니어링 및 기타 다양한 사회과학 분야에서 쓰이는 경제학적 개념이다. 이탈리아의 경제학자 빌프레도 파레토의 이름에서 가져왔다. 그는 경제적 효율성과 수입의 분배에 대한 연구에서 이 개념을 사용하였다. 파레토 효율성(效率性)이란 하나의 자원 배분 상태에서 다른 사람에게 손해가 가도록 하지 않고서는 어떤 한 사람에게 이득이 되는 변화를 만들어내는 것이 불가능할 때 이 배분 상태를 ‘파레토 효율적’이라고 한다.
반면에 파레토 비효율은 파레토 개선(Pareto improvement)이 가능한 상태를 말한다. 어떤 배분 상태가 파레토 비효율적이면, 어느 사람에게도 손해가 가지 않게 하면서 최소한 한 사람 이상에게 이득을 가져다주는 파레토 개선(改善)이 가능해진다.
파레토 효율은 최소한의 개념이고 사회적으로 바람직한 자원 분배를 뜻하지 않는다. 이것은 사회 전체의 평등이나 복지를 말하지 않는다. 파레토 효율의 개념은 공학 및 유사 분야에서 대안 선택에 적용할 수 있다. 각각의 옵션은 다수의 기준아래서 처음 평가되고 다른 부분 집합의 옵션은 어떤 다른 옵션도 절대적으로 그것의 구성원들을 뛰어넘을 수 없는 성질로써 식별된다.

## 개요
어떤 시스템의 경제적 배분이 파레토 효율적이지 않다면, 파레토 개선 즉 파레토 효율의 증가 가능성이 있다. 재분배를 통해 다른 구성원의 복지를 줄이지 않고 한 명 이상의 구성원의 복지를 개선할 수 있다.
그러나 상기해야 할 점은 비효율적 배분에서 효율적 배분으로의 이행이 필연적으로 파레토 개선이 되는 것은 아니라는 것이다. 따라서, 실제적으로, 파레토 효율을 달성하기 위한 변화로 인해 손해를 얻는 대상이 없게 하려면 하나 이상의 관계자에게 보상을 요구해야 할 수도 있다. 예를 들어 경제 정책의 변화가 독점을 제거하고, 나아가서 그 시장이 경쟁적이고 더 효율적이게 되면, 독점자는 형편이 나빠질 것이다. 그럼에도 불구하고, 독점자에 대한 손실은 효율성에서의 증분에 의해 상쇄되고도 남을 것이다. 이는 경제 내에서 다른 이들의 순이익 즉 파레토 개선을 남기면서도 독점자가 자신의 손실을 보상 받을 수 있다는 것을 의미한다.
실세계에서 그러한 보상은 의도하지 않은 결과를 낳는다. 그러한 보상은 행위자들이 그것을 예측하고 그에 따라 자신의 행동을 변화시키게 함으로써 시간의 흐름에 따라 유인구조 왜곡을 야기한다. 이상화된 조건 하에서, 자유시장 시스템은 파레토 효율적 결과로 이끈다는 것이 드러난다. 이것이 후생경제학의 제1정리(후생경제학의 기본 정리)이다. 이것은 경제학자 케네스 애로 와 제라르 드브뢰에 의해 수학적으로 처음 증명되었다. 그러나 그 결과는 오로지 증명에 요구되는 제한된 추정(가능한 모든 상품을 위한 시장이 존재하므로 외부효과가 없고, 모든 시장은 완전한 평형 하에 있으며, 시장들은 완전 경쟁 적이고, 거래 비용은 무시할 수 있으며, 시장 참여자들에게는 완전한 정보가 주어진다) 하에서만 구해진다. 완전한 정보 또는 경쟁 시장의 부재 하에, 결과는 일반적으로 Greenwald-stigilitz 정리에 의해 파레토 비효율적일 것이다.

## 약한 파레토 최적
약한 파레토 최적(weak Pareto optimum, WPO)은 개인이 얻는 모든것을 야기하는 다른 대안할당이 없을 때의 할당이다. 이말은 하나의 대안 할당이 개개인 마다 엄격하게 선호될 때 파레토 개선이 일어난다는 뜻이다. 약한 파레토 효율과 비교하여 표준 파레토 최적은 위에서 말한 것과 같이 “강한 파레토 최적(strong Pareto optimum-SPO)” 라고 지칭된다.
약한파레토최적은 모든 SPO가 WPO의 자격을 갖춘다는 의미에서 강한 파레토최적 보다 ‘약함’ 을 의미하지만 WPO 할당은 SPO의 필요조건은 아니다.

## 같이 보기
- 약한 파레토 효율(영어판)
- 사중손실
- 경제적 효율
- 칼도 힉스 효율(영어판)
- 후생경제학
- 파레토 분포

## 참조
- Fudenberg, D.; Tirole, J. (1983). 〈1.2.4 Multiple Nash Equilibria, Focal Points, and Pareto Optimality〉. 《Game Theory》. MIT Press. 18쪽. ISBN 0-262-06141-4.
- Ng, Yew-Kwang (1983). 《Welfare Economics》. Macmillan. ISBN 0-333-97121-3.
- Osborne, Martin J.; Rubinstein, Ariel (1994). 《Course in Game Theory》. MIT Press. 6–쪽. ISBN 978-0-262-65040-3.
- Mathur, Vijay K. (1991). “How Well Do We Know Pareto Optimality?”. 《Journal of Economic Education》 22 (2): 172–8. doi:10.2307/1182422. 2011년 3월 24일에 원본 문서에서 보존된 문서. 2018년 7월 14일에 확인함.